# Pelastoneurus schoutedeni
Pelastoneurus schoutedeni är en tvåvingeart som beskrevs av Charles Howard Curran 1927. Pelastoneurus schoutedeni ingår i släktet Pelastoneurus och familjen styltflugor.
Artens utbredningsområde är Kongo. Inga underarter finns listade i Catalogue of Life.